# Élections aux parlements des communautés autonomes d'Espagne de 2015
Le 24 mai 2015 ont eu lieu en Espagne des élections dans les communautés autonomes (en espagnol elecciones autonómicas) afin de renouveler afin de renouveler les parlements des treize communautés autonomes soumises au régime électoral général. Ces élections se sont tenues en même temps que des élections municipales.

## Élections dans treize communautés autonomes
Les résultats agrégés sur l'ensemble du pays montrent que le PP a obtenu 29,5 % des suffrages exprimés, contre 27,3 % pour le PSOE, 14,3 % pour Podemos, 9,8 % pour C's et 4,8 % pour IU, les autres partis, pour l'essentiel des mouvements régionalistes ou indépendantistes, se partageant 14,3 % des suffrages exprimés.
| Communauté autonome    | Président sortant | Président sortant         | Majorité sortante | Nouveau président | Nouveau président        | Nouvelle majorité        |
| ---------------------- | ----------------- | ------------------------- | ----------------- | ----------------- | ------------------------ | ------------------------ |
| Aragon                 |                   | Luisa Fernanda Rudi       | PP                |                   | Javier Lambán            | PSOE-Podemos-CHA-IU      |
| Asturies               |                   | Javier Fernández          | PSOE-IU           |                   | Javier Fernández         | PSOE-IU                  |
| Îles Baléares          |                   | José Ramón Bauzà          | PP                |                   | Francina Armengol        | PSOE-Podemos-MÉS-MpM-GxF |
| Îles Canaries          |                   | Paulino Rivero            | CC-PSOE           |                   | Fernando Clavijo         | CC-PSOE                  |
| Cantabrie              |                   | Ignacio Diego             | PP                |                   | Miguel Ángel Revilla     | PRC-PSOE                 |
| Castille-et-León       |                   | Juan Vicente Herrera      | PP                |                   | Juan Vicente Herrera     | PP                       |
| Castille-La Manche     |                   | María Dolores de Cospedal | PP                |                   | Emiliano García-Page     | PSOE-Podemos             |
| Estrémadure            |                   | José Antonio Monago       | PP                |                   | Guillermo Fernández Vara | PSOE-Podemos             |
| La Rioja               |                   | Pedro Sanz                | PP                |                   | José Ignacio Ceniceros   | PP                       |
| Communauté de Madrid   |                   | Ignacio González          | PP                |                   | Cristina Cifuentes       | PP-C's                   |
| Région de Murcie       |                   | Alberto Garre             | PP                |                   | Pedro Antonio Sánchez    | PP-C's                   |
| Navarre                |                   | Yolanda Barcina           | UPN               |                   | Uxue Barkos              | GB-I-E-EH Bildu-Podemos  |
| Communauté valencienne |                   | Alberto Fabra             | PP                |                   | Ximo Puig                | PSOE-Podemos-Compromís   |
| Ceuta                  |                   | Juan Jesús Vivas          | PP                |                   | Juan Jesús Vivas         | PP                       |
| Melilla                |                   | Juan José Imbroda         | PP                |                   | Juan José Imbroda        | PP                       |

## Élections anticipées

### Andalousie
Le 22 mars 2015 avaient lieu les élections régionales anticipées en Andalousie. La socialiste Susana Díaz est arrivée en tête avec 35,3% des votes. En n'obtenant que 47 sièges, elle ne parvient pas à obtenir la majorité absolue de 55 sièges. Or aucun autre parti n'a souhaité former de coalition avec le parti arrivé en tête créant une situation jusque-là inédite en Espagne ; l'investiture de la présidente socialiste a été retoquée à trois reprises avant le 16 mai 2015. Cette ingouvernabilité est la conséquence de la fin du bipartisme en place auparavant en Espagne et bousculé par l'arrivée de nouvelles forces politiques comme Podemos (gauche alternative) ou Citoyens - Parti de la Citoyenneté (centre-droit).

### Catalogne
Les élections au Parlement de Catalogne se sont déroulées le 27 septembre 2015.